# Recyklace

Symbol recyklace

Recyklace je způsob využití odpadu, při níž jsou odpadní materiály přepracovány na produkty, materiály nebo látky, ať už pro původní, nebo jiné účely. Jedná se o opětovné cyklické využití odpadů a jejich vlastností jako druhotné suroviny ve výrobním procesu. V procesu recyklace tedy jde o opakované (cyklické) uvedení materiálu zpět do výrobního cyklu, odtud pak název tohoto procesu. V tomto procesu je vždy recyklovaný materiál cíleně přetvářen z výrobně jinak dále nepoužitelného odpadu na druhotnou (sekundární) vstupní surovinu, která je použitelná při další výrobě. Recyklace umožňuje šetřit obnovitelné i neobnovitelné zdroje a často může snižovat zátěž životního prostředí. Hlavní přínosy recyklace jsou snížení potřeby těžby nových surovin, využití odpadu místo jeho uložení na skládku a celkové šetření (ochrana) životního prostředí (přírody).
Přes nárůst recyklace se světová spotřeba materiálu zvyšuje a nejedná se tak o udržitelný rozvoj.

## Dělení

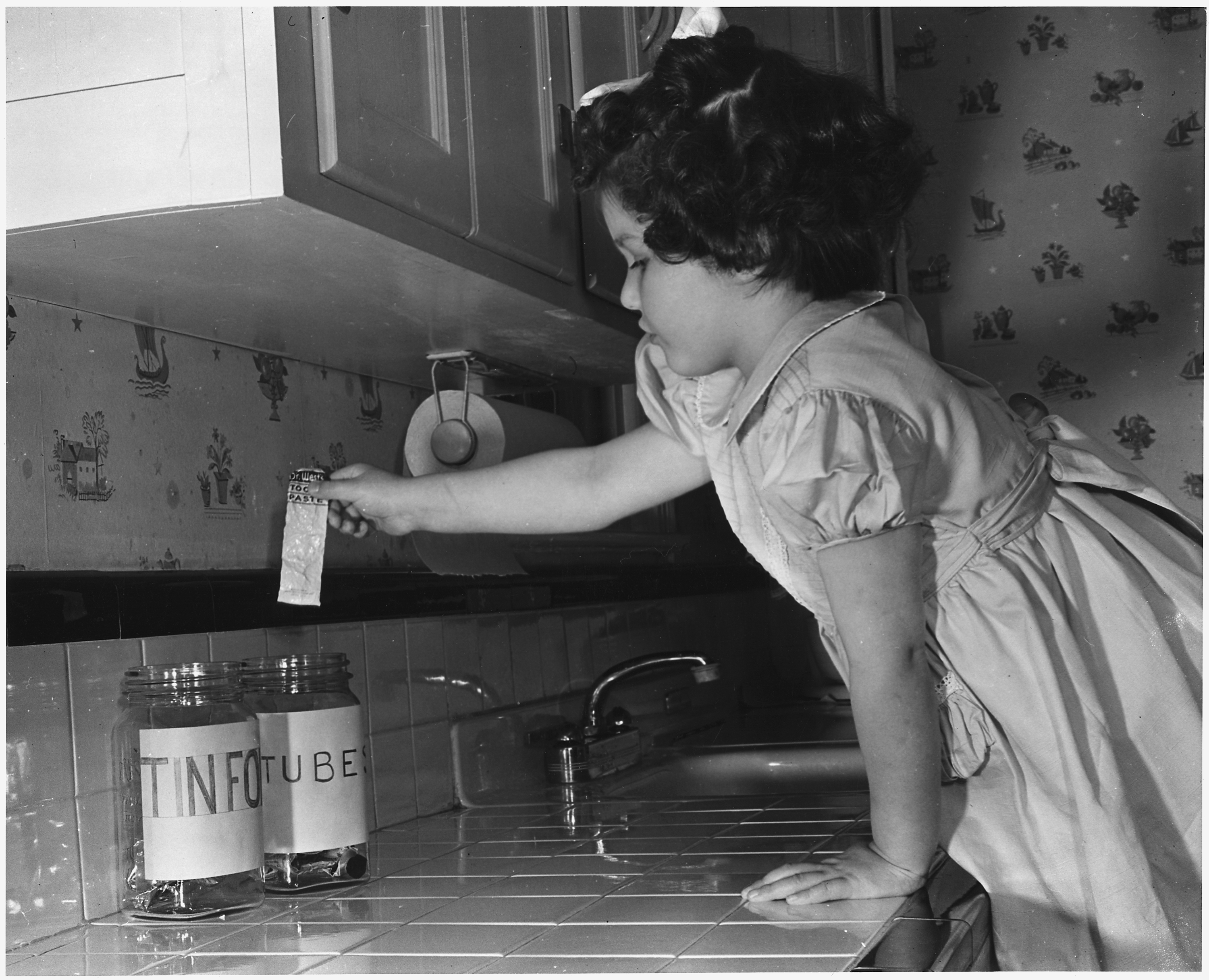
Fotografie propagující sběr kovů k recyklaci během druhé světové války (foto: Ann Rosener)

Recyklaci lze rozdělit na materiálovou recyklaci a organickou recyklaci (kompostování a digesce). Dalším hlediskem dělení je způsob uzavřenosti recyklačního procesu:
- Uzavřená recyklace (closed-loop recycling) – materiál se znovu využívá k výrobě stejného nebo podobného produktu, například lahve na nové skleněné obaly nebo železný šrot na nové kovové výrobky.
- Otevřená recyklace (open-loop recycling) – materiál je přeměněn na jiný produkt s odlišným využitím, například skleněné lahve na skelnou vatu.

Oba typy recyklace jsou důležité – uzavřená recyklace umožňuje opakované využití surovin, zatímco otevřená recyklace poskytuje alternativní využití tam, kde uzavřený cyklus není možný.

## Definice
Směrnice Evropské unie č. 98/2008 (ES) v článku 3 definuje pojem recyklace jako:
jakýkoli způsob využití, jímž je odpad znovu zpracován na výrobky, materiály nebo látky, ať pro původní nebo pro jiné účely. Zahrnuje přepracování organických materiálů, ale nezahrnuje energetické využití a přepracování na materiály, které mají být použity jako palivo nebo jako zásypový materiál.
Evropský parlament, Směrnice ES č. 98/2008 ze dne 19. listopadu 2008 o odpadech a o zrušení některých směrnic

## Recyklovatelné materiály
- kovy (viz recyklace kovů)
  - železo
  - hliník
  - měď
  - olovo
- papír
- textilie
- plasty (viz recyklace plastů)
- sklo (viz recyklace skla)
- bioodpad
- stavební odpad
- rozpouštědla
- oleje

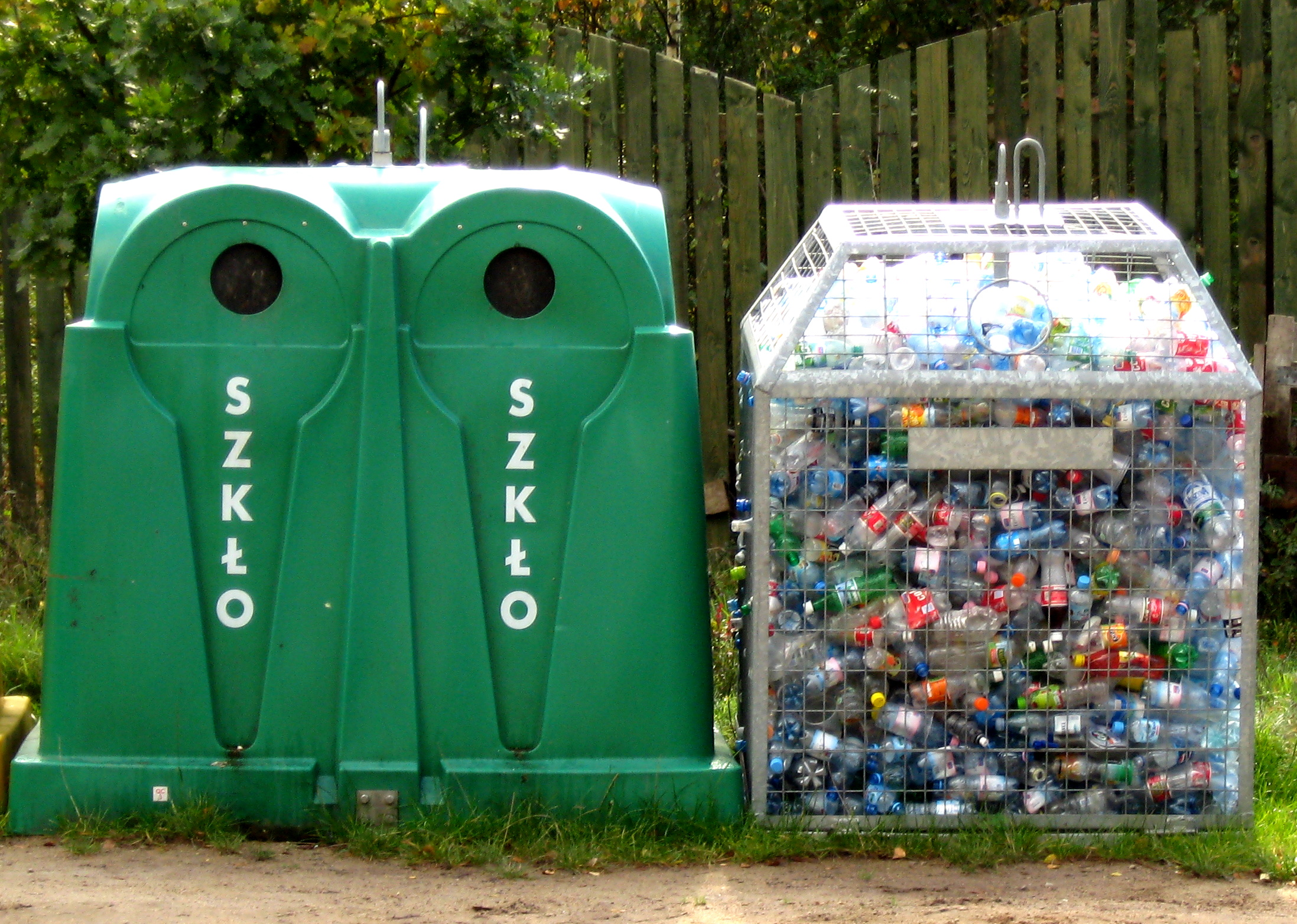
Kontejnery na tříděný odpad v Polsku

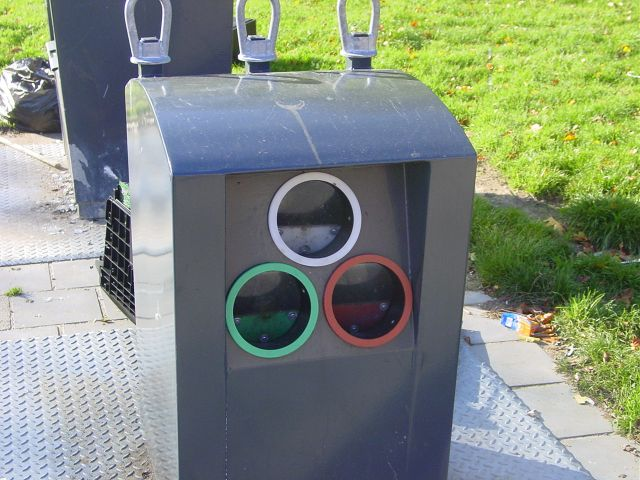
Kontejner na separaci skleněných obalů

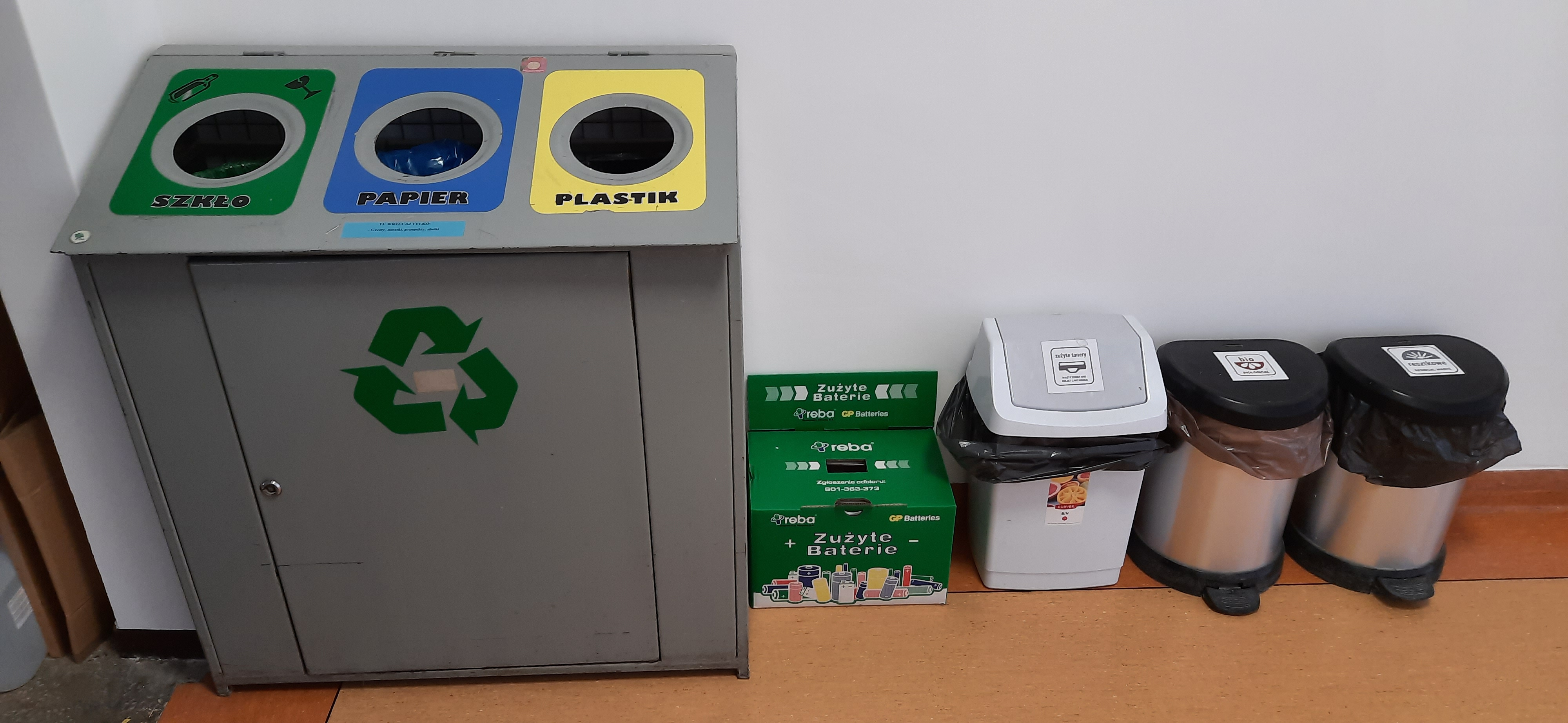
Recyklační bod, Gdaňská Technická Univerzita

- vysloužilé světelné zdroje (zářivky lineární i kompaktní, LED světelné zdroje)

V případě některých materiálů není možné další plnohodnotné využití recyklovaného odpadu (například nápojové kartony ad.), v takovém případě se používá přejatý termín downcycling.
U řady kovů je naopak recyklace vysoce konkurenceschopná vůči primárnímu zpracování kovů (např. u mědi, železa či hliníku, u olova je recyklace zdrojem zhruba poloviny zpracovávaného kovu). Také v případě PET, papíru a skla je separace a recyklace technologicky dobře zvládnuta a ekonomicky i environmentálně výhodná. Občané jsou navíc k třídění kovů motivováni výkupní cenou.

## Vytřídění odpadu
Aby mohl být odpad recyklován, musí být roztříděn podle druhu materiálu. To mnohdy značně zvyšuje náklady. Nejvýhodnější je, když odpad třídí přímo domácnosti či firmy, při ukládání do rozlišených nádob.

## Recyklace v Česku

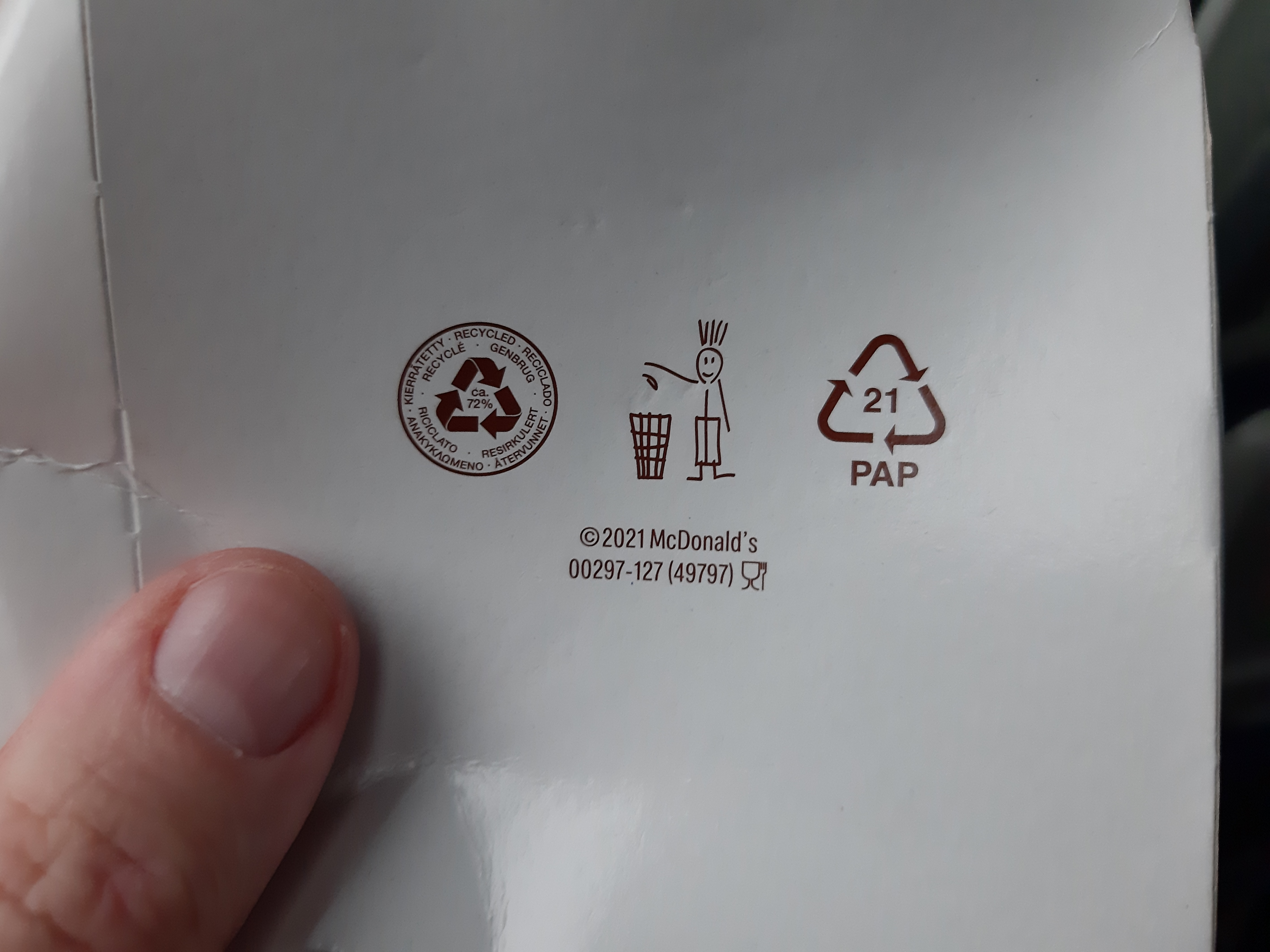
Recyklační symbol na krabičce od hamburgeru z McDonald's

Míra recyklace odpadů se v Česku každoročně zvyšuje, míra třídění je v porovnání roků 2000 a 2016 čtyřnásobná. Podle zjištění Eurostatu se Česko v celkové míře recyklace a využití obalových odpadů řadilo v roce 2015 na šesté místo v Evropské unii. V Česku se nachází přes 902 000 barevných nádob na třídění, recyklovací místa jsou v 6180 obcích, průměrná docházková vzdálenost k recyklační nádobě je 90 metrů (2023). Třídí zde přibližně 75 % občanů, nejvíce se recykluje papír (2023). Roku 2016 se v Evropské unii vytřídilo 67 % obalového odpadu (v ČR 75 %) a 46 % komunálního odpadu (v ČR 34 %). Cíle EU pro rok 2035 je recyklace obalového materiálu 70 % (ČR k roku 2019 splňuje) a komunálního odpadu 65 % (ČR k roku 2019 nesplňuje). Oproti ostatním zemím Evropy Česko výrazně zaostává v ohledu třídění bioodpadů, které tvoří přibližně čtvrtinu zdejšího odpadu.
Celý trh recyklace zastřešuje společnost EKO-KOM, ta má monopol v obchodování s informacemi o svozu a recyklaci obalů. Zajišťuje třídění a recyklaci obalů pro firmy prodávajících balené zboží. Se sběrem dat o vyprodukovaném komunálním odpadu primárně zabývají dvě organizace. Předně Ministerstvo životního prostředí (MŽP) a dále Český statistický úřad (ČSÚ).

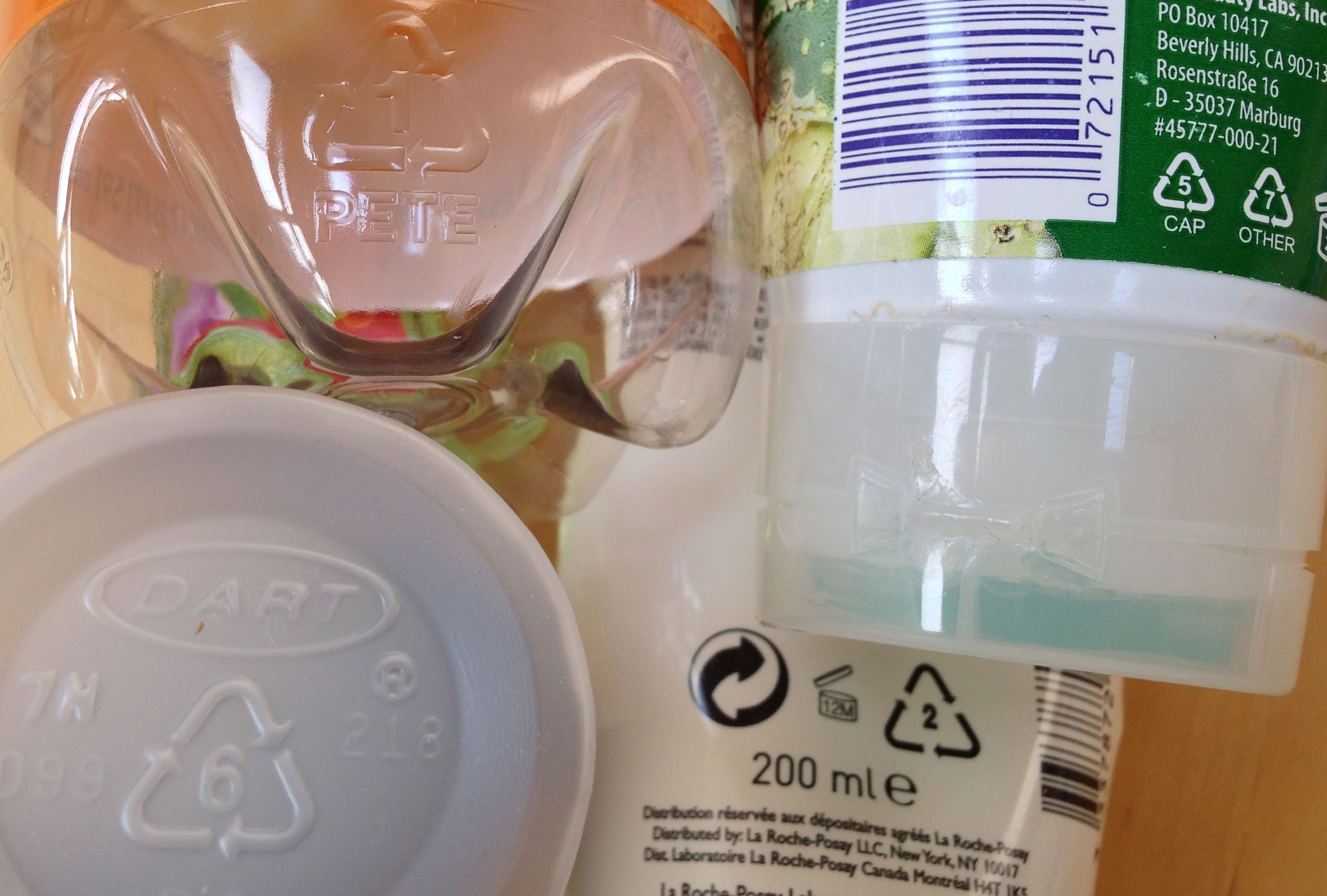
Recyklační symboly na produktech radí spotřebiteli, jak má produkt recyklovat

Pro usnadnění třídění odpadu bývají zejména na plastových výrobcích a obalech uvedeny recyklační symboly.

## Proces recyklace komunálního odpadu
Proces recyklace odpadů začíná v každé domácnosti správným tříděním odpadu. Nedbalost při třídění odpadů vede ke zvyšování nákladů na jeho další zpracování, protože odpad se musí následně třídit na třídicích linkách, a to ručně.

### Postup při zpracování odpadu
1. Odpad se sváží na třídicí linky.
2. Poté se třídí podle druhů.
3. Takto získaný materiál se lisuje do balíků.
4. Poté se z něj vyrábí re-granuláty nebo jiné látky.
5. Tyto látky jsou použity při výrobě koncových produktů, které se následně vracejí na trh.

### Zpracování papíru

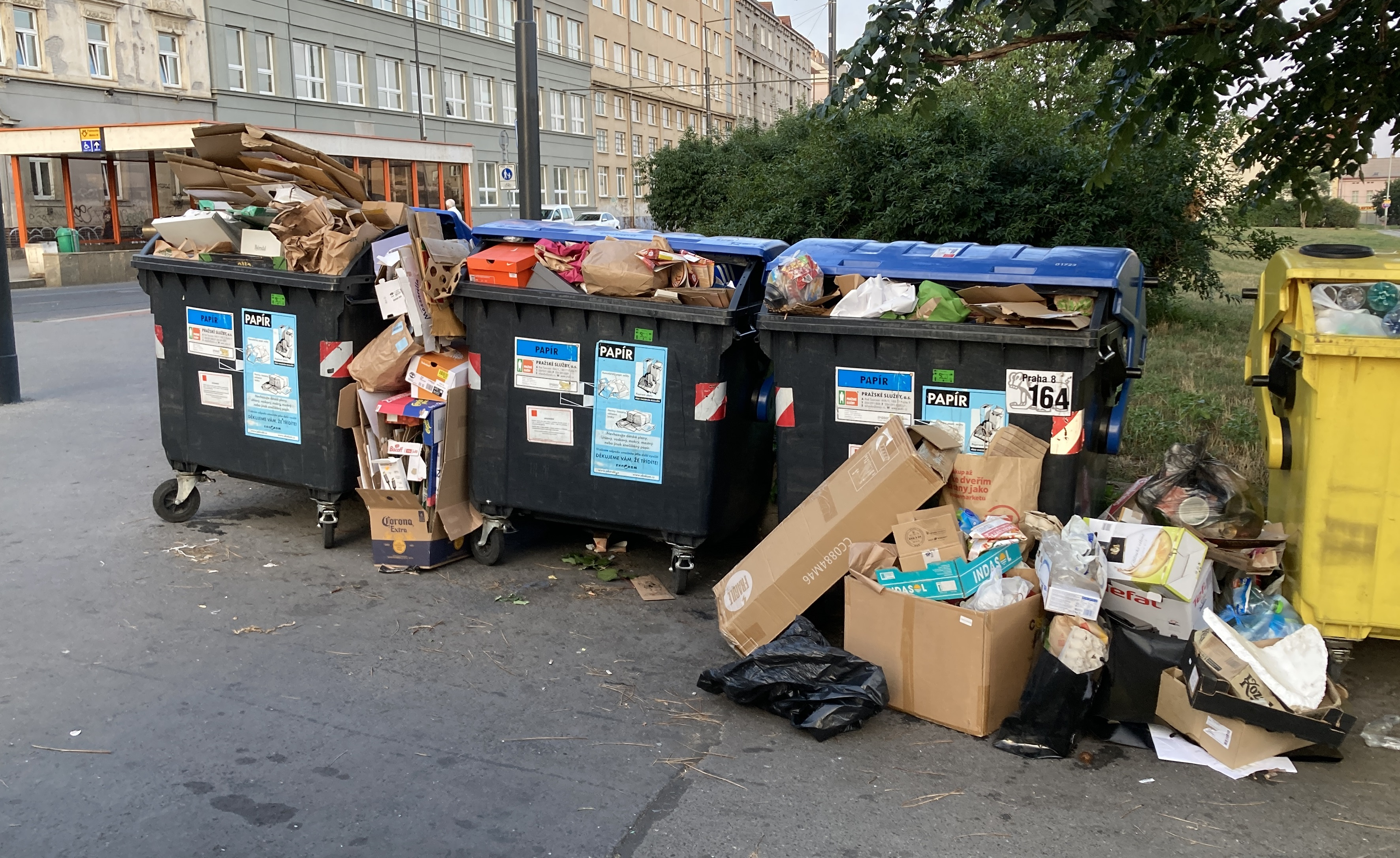
Jedním z největších problémů při recyklaci papíru je nedostatečná kapacita kontejnerů a neukáznění občané, kteří po zaplnění kontejnerů jednoduše začnou umisťovat papír do okolí kontejnerů.

Podle norem ČSN/EN 643 se třídí na cca 50 skupin materiálů, jako jsou noviny, časopisy, kancelářský papír, vlnitá lepenka, ořezky papíru atd.
Vytříděný papír se poté lisuje do balíků. Tyto balíky podle technických podmínek putují do papíren.
Ze sběrového papíru se vyrábí 100% nový papír anebo se přidává do směsi, vždy podle úrovně technologie jednotlivých papíren.

### Zpracování plastů
PET láhve
- třídí se podle barev na čiré, modré, zelené a zbývající barvy,
- lisují se do balíků pomocí balíkovacích lisů, které ušetří místo i čas při likvidaci,
- dodávají se k dalšímu zpracování firmám, které PET lahve drtí, perou a vyrábí tzv. flaky,
- z materiálu se pak vyrábí vlákna, textilie, výplně do interiéru aut, nové lahve apod.

Plastové fólie
- třídí se na polyethylenové fólie (PE) čiré a zvlášť na barevné,
- lisují se do balíků a dodávají se dále ke zpracování na re-granulát,
- re-granulát se přidává do směsi, z níž se vyfukují nové fólie.

Plastové polyethylenové duté obaly zejména z drogistických obalů (HDPE)
- třídí se a lisují do balíků,
- jejich zpracování je podobné zpracování PET lahví a PE fólií.

Polyethylenové pásky (PE pásky)
- jsou tříděny a lisovány do balíků a dodávány k dalšímu zpracování na re-granulát.

Polypropylenové fólie (PP)
- třídí se a dodávají se k výrobě re-granulátu.

Zbytkové tvrdé plasty jako jsou plastové hračky, kanystry, květináče, kelímky apod.
- jsou drceny,
- dále jsou využity k výrobě například zatravňovacích dlaždic, plotových dílů apod.

Existuje řada jiných plastů, které pocházejí z průmyslové výroby a které se dále třídí a zpracovávají; pro příklad několik zkratek chemických či obchodních názvů: ABS, PA, PS, PUR, PVC apod.

### Zpracování skla
Sklo se třídí na čiré a barevné, dále pak na ploché okenní sklo. Sklárny takto vytříděné sklo používají při výrobě nového, většinou obalového skla.

### Zpracování bioodpadu
Biologicky rozložitelný odpad lze využít dvěma způsoby:
- kompostování - řízeným procesem vzniknou produkty, které lze využít při rekultivaci různých typů povrchů (městská zeleň, rekreační oblasti, rekultivace průmyslových oblastí, či skládek).
- anaerobní digesce -  přeměna organických látek bez přístupu vzduchu, produktem je bioplyn a digestát. Bioplyn se energeticky využívá v kogeneračních jednotkách za vzniku elektrické a tepelné energie. Digestát se využívá jako méně kvalitní hnojivo.

## Výsledek recyklace
V závislosti na materiálu může mít recyklace omezený počet cyklů, protože se recyklací postupně snižuje kvalita. Dalším problémem recyklaci je možný zvýšený obsah nebezečných látek. Například úsporně recyklované PET lahve obsahují ftaláty. Jindy to jsou třeba polyaromatické uhlovodíky v recyklátu. Toxické látky z recyklátu se dostávají i do chovaných zvířat a jejich produktů. V recyklátu se totiž toxiny akumulují. Recyklovaný materiál obsahuje více chemikálií a většinou ve větší koncentraci.

## Galerie

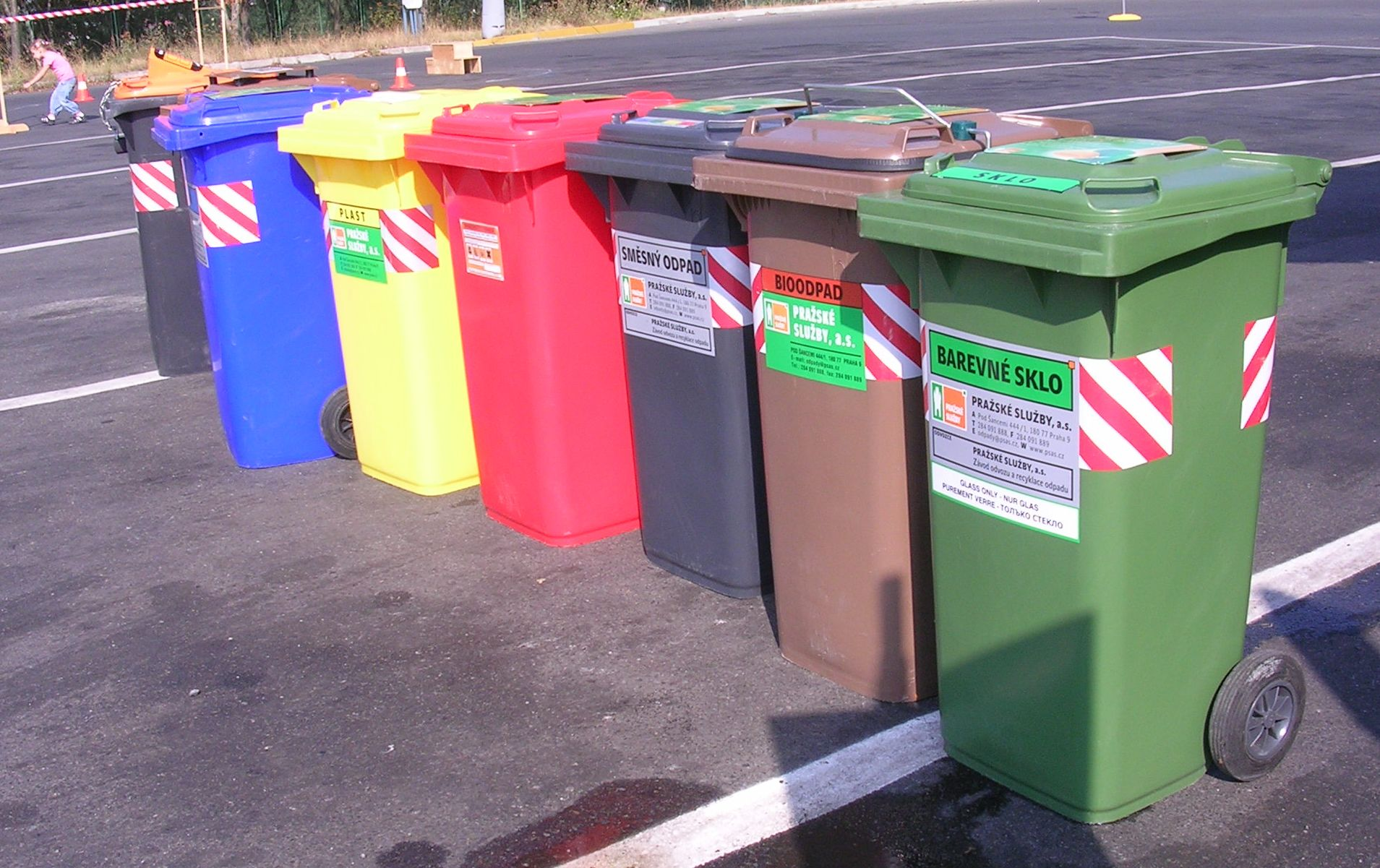
Nádoby na odpad včetně vzácnějších na bioodpad (hnědý) a na nebezpečný odpad (červený)
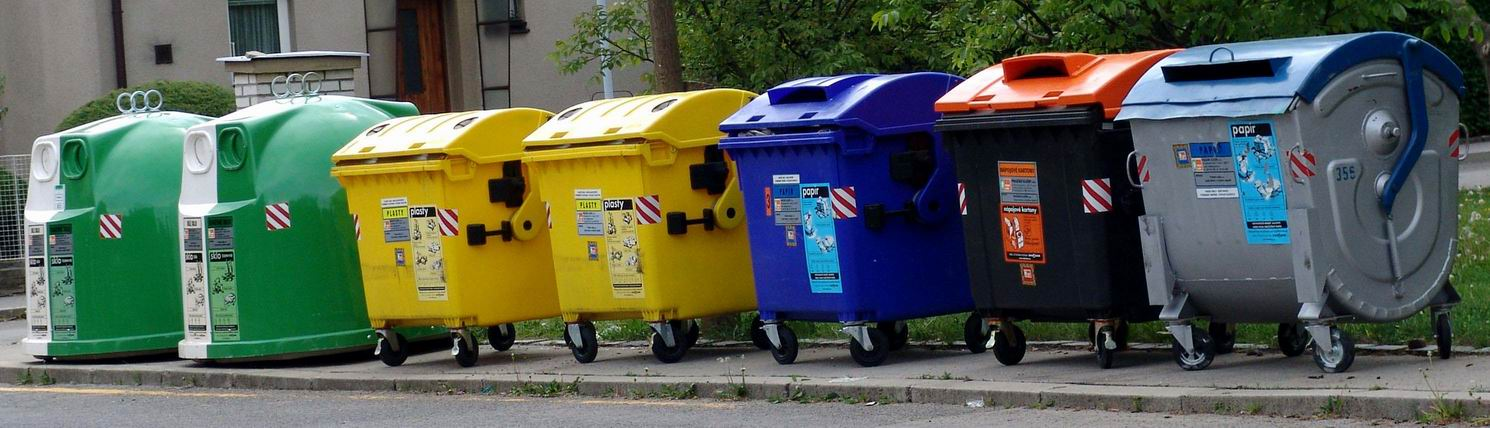
Kontejnery na třídění odpadu v Praze
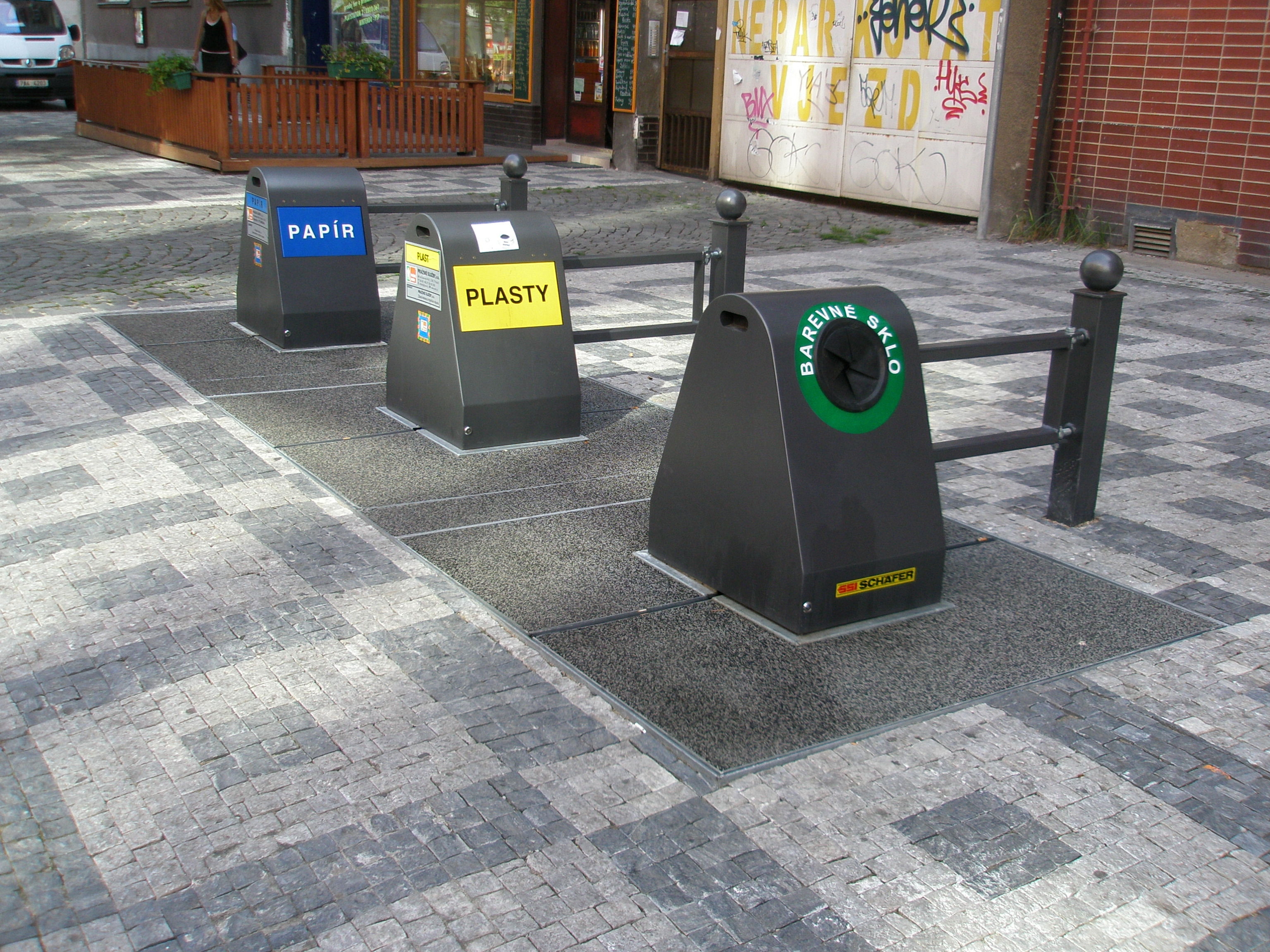
Podzemní způsob určený pro skladování separovaných odpadů zejména v centrech měst – podzemní kontejnery
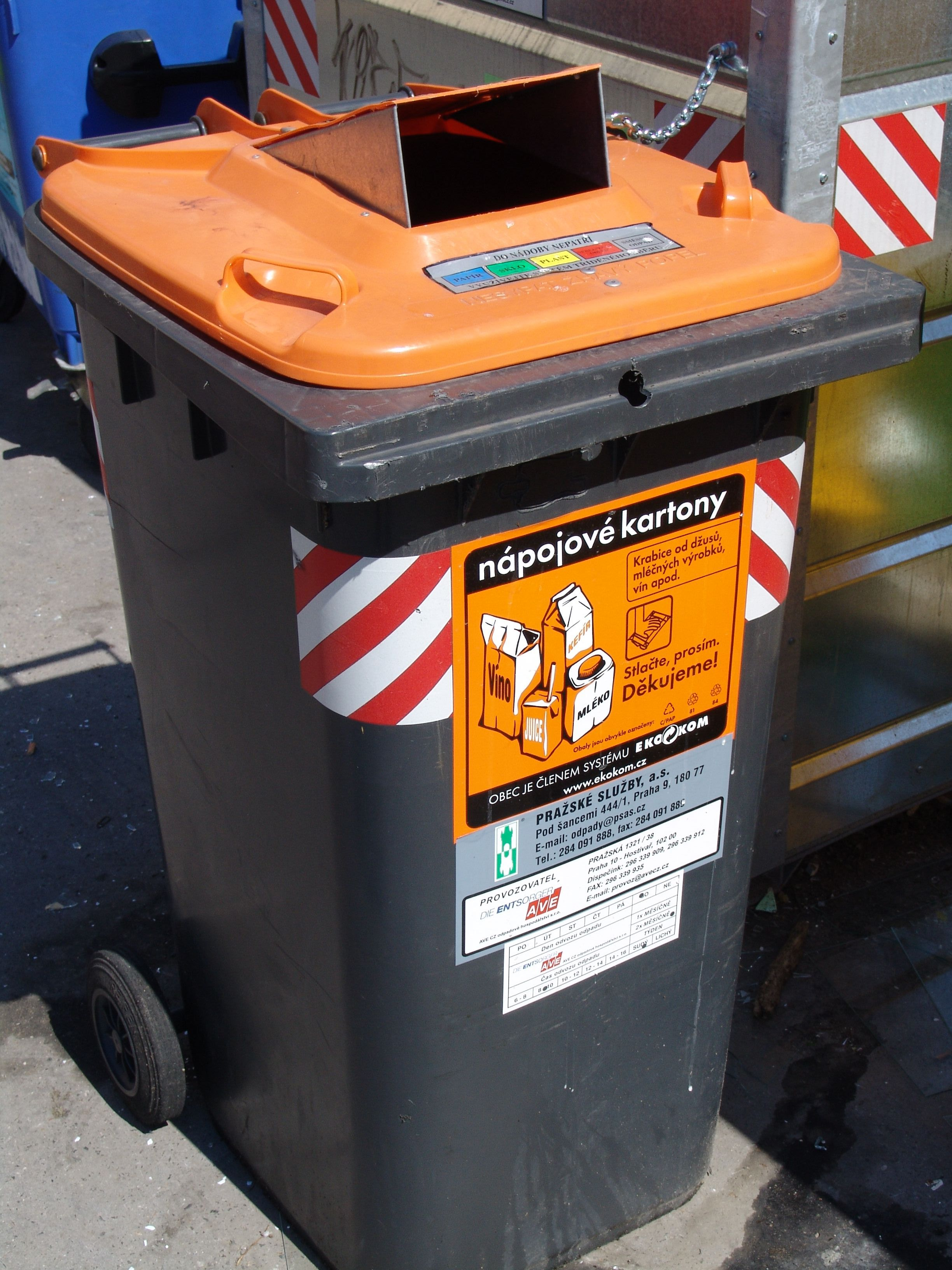
Samostatný kontejner na vícevrstvé nápojové kartony
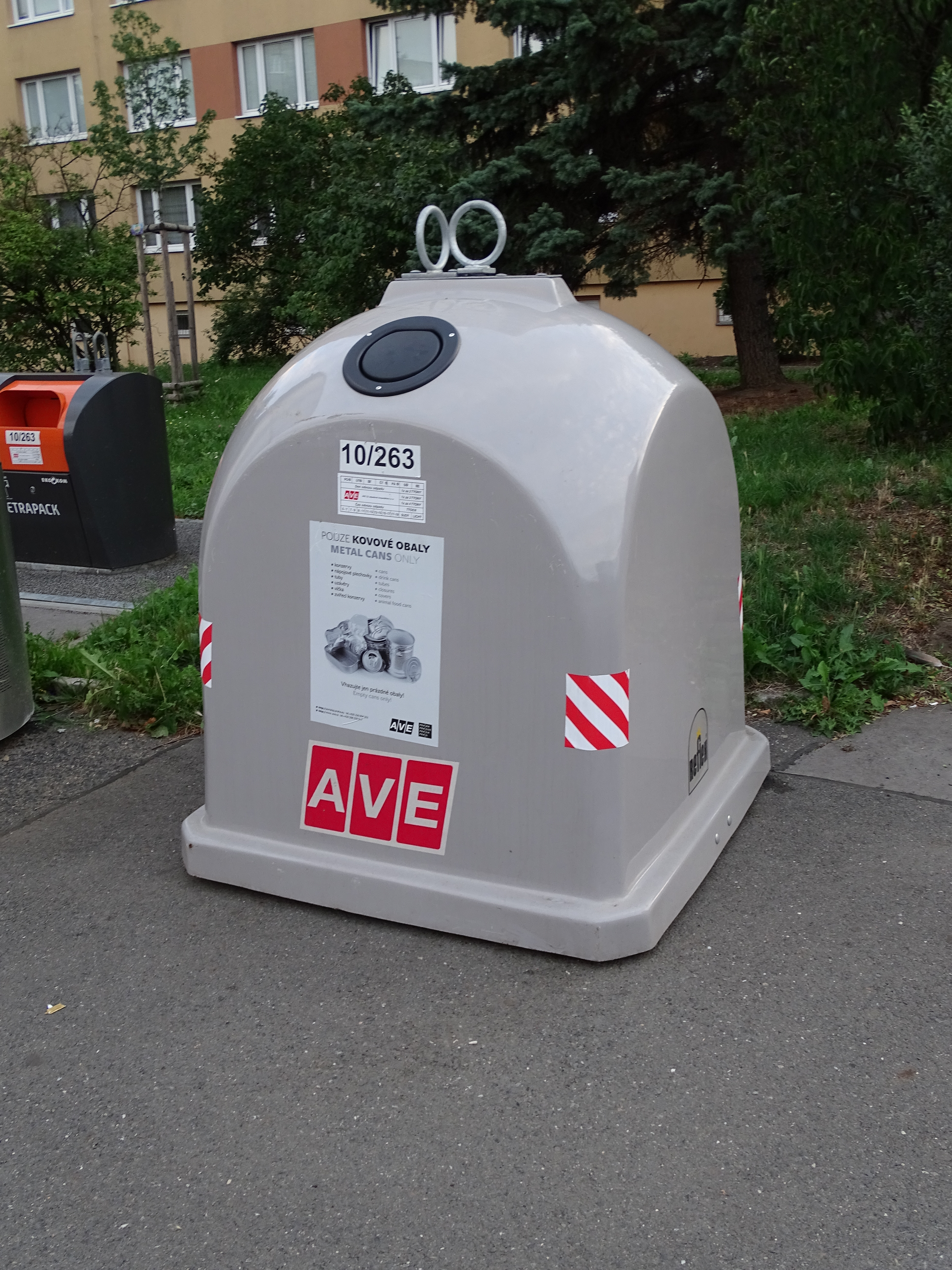
Kontejner na hliník (kovové obaly)
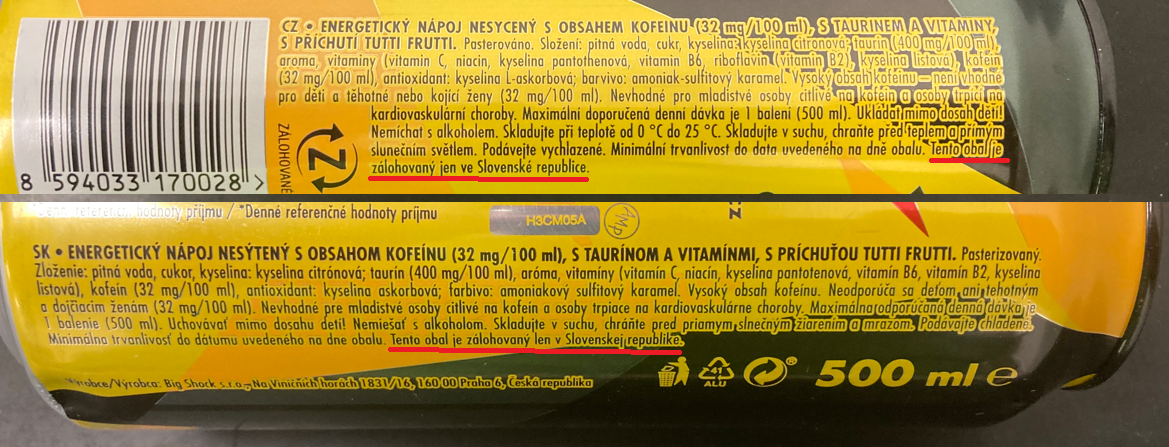
V roce 2024 byly kovové obaly od nápojů stále zálohovány pouze na Slovensku, nikoliv v České republice
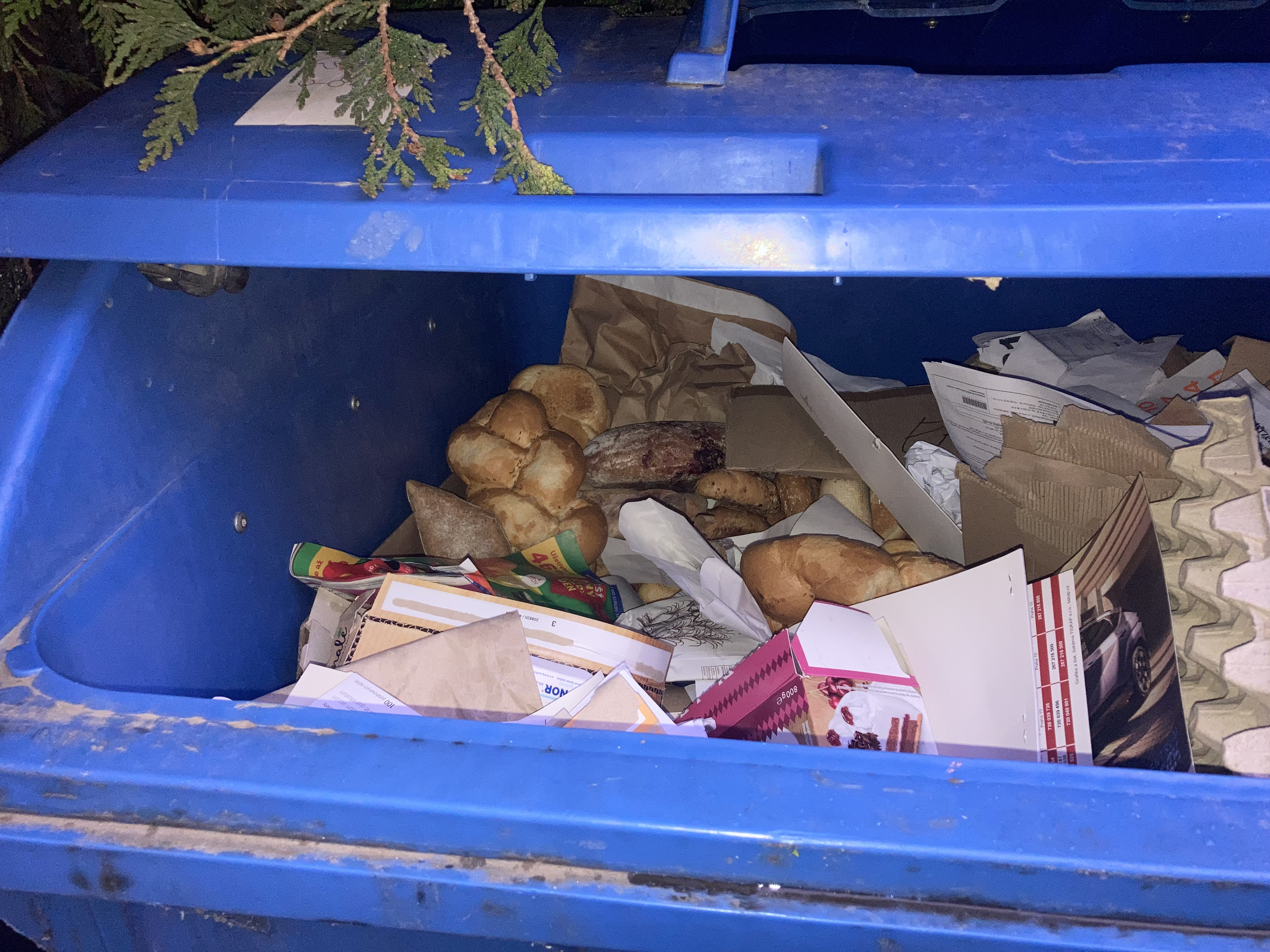
Příklad špatné recyklace papíru – někdo naházel do modrého kontejneru na starý papír staré pečivo